# Prvenstvo Hrvatske u ragbiju 2010./11.
Prvenstvo Hrvatske u ragbiju za sezonu 2010./11. je osvojila momčad Nada iz Splita.

## Ljestvica
| mj. | klub              | ut. | pob. | ner. | por. | bod |
| --- | ----------------- | --- | ---- | ---- | ---- | --- |
| 1.  | Nada Split        | 10  | 10   | 0    | 0    | 30  |
| 2.  | Zagreb            | 10  | 8    | 0    | 2    | 26  |
| 3.  | Sinj              | 10  | 4    | 0    | 6    | 18  |
| 4.  | Makarska Rivijera | 10  | 4    | 0    | 6    | 18  |
| 5.  | Mladost Zagreb    | 10  | 4    | 0    | 6    | 17  |
| 6.  | Vilani-Krasica    | 10  | 0    | 0    | 10   | 10  |